# Eupogonius subnudus
Eupogonius subnudus là một loài bọ cánh cứng trong họ Cerambycidae.